# Thời hạn bảo quản lâu nhất

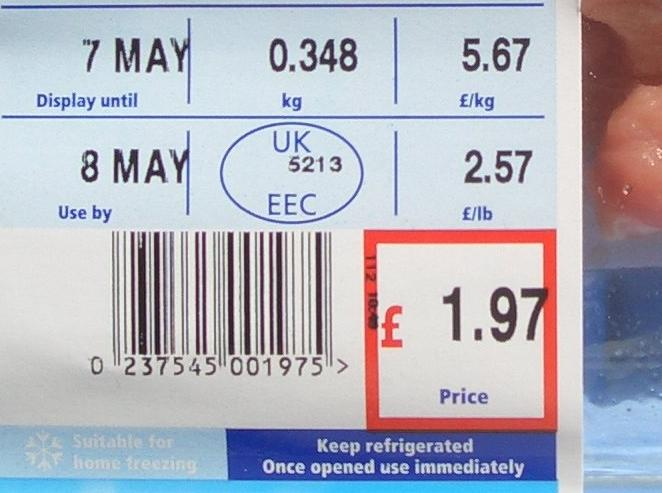
Gói thịt lợn thái hạt lựu này cho biết 'hiển thị cho đến' ngày 7 tháng 5 và 'sử dụng vào ngày 8 tháng 5

Thời hạn sử dụng là khoảng thời gian mà một hàng hóa có thể được lưu trữ mà không trở nên không phù hợp để sử dụng, tiêu thụ hoặc bán. Nói cách khác, nó có thể đề cập đến việc một mặt hàng không còn trên kệ đựng thức ăn (không sử dụng) hay không còn trên kệ siêu thị (không bán, nhưng chưa sử dụng). Nó áp dụng cho mỹ phẩm, thực phẩm và đồ uống, thiết bị y tế, thuốc, chất nổ, dược phẩm, hóa chất, lốp xe, pin và nhiều mặt hàng dễ hỏng khác. Ở một số vùng, một lời khuyên tốt nhất trước đây, bắt buộc sử dụng trước hoặc ngày tươi là bắt buộc đối với thực phẩm dễ hỏng đóng gói. Khái niệm ngày hết hạn có liên quan nhưng khác biệt về mặt pháp lý trong một số khu vực pháp lý.

## Bối cảnh
Thời hạn sử dụng là thời gian tối đa được khuyến nghị mà sản phẩm hoặc sản phẩm tươi (đã thu hoạch) có thể được lưu trữ, trong đó chất lượng được xác định của một tỷ lệ xác định của hàng hóa vẫn được chấp nhận trong các điều kiện phân phối, lưu trữ và trưng bày.
Theo USDA, "thực phẩm đóng hộp an toàn vô thời hạn miễn là chúng không tiếp xúc với nhiệt độ đóng băng, hoặc nhiệt độ trên 90 ° F (32,2 ° C)". Nếu lon trông ổn, chúng an toàn để sử dụng. Vứt bỏ các hộp bị móp, rỉ hoặc sưng. Thực phẩm đóng hộp có tính axit cao (cà chua, trái cây) sẽ giữ được chất lượng tốt nhất trong vòng 12 đến 18 tháng; thực phẩm đóng hộp có hàm lượng axit thấp (thịt, rau) trong 2 đến 5 năm.
"Bán trước ngày" là một thuật ngữ ít mơ hồ hơn cho những gì thường được gọi là "ngày hết hạn". Hầu hết thực phẩm vẫn có thể ăn được sau ngày hết hạn. Một sản phẩm đã qua thời hạn sử dụng có thể vẫn an toàn, nhưng chất lượng không còn được đảm bảo. Trong hầu hết các cửa hàng thực phẩm, chất thải được giảm thiểu bằng cách sử dụng luân chuyển hàng hóa, bao gồm việc di chuyển các sản phẩm được bán sớm nhất theo ngày từ kho đến khu vực bán hàng, sau đó đến trước kệ, để hầu hết người mua hàng sẽ nhận chúng trước do đó chúng có khả năng được bán trước khi hết hạn sử dụng. Một số cửa hàng có thể bị phạt vì bán sản phẩm hết hạn; hầu hết nếu không phải tất cả sẽ phải đánh dấu các sản phẩm đó là lãng phí, dẫn đến tổn thất tài chính.
Thời hạn sử dụng phụ thuộc vào cơ chế phân hủy của sản phẩm cụ thể. Hầu hết có thể bị ảnh hưởng bởi một số yếu tố: tiếp xúc với ánh sáng, nhiệt độ, độ ẩm, truyền khí, ứng suất cơ học và ô nhiễm bởi những thứ như vi sinh vật. Chất lượng sản phẩm thường được mô hình hóa bằng toán học xung quanh một tham số (nồng độ của hợp chất hóa học, chỉ số vi sinh hoặc độ ẩm).
Đối với một số thực phẩm, vấn đề sức khỏe rất quan trọng trong việc xác định thời hạn sử dụng. Các chất gây ô nhiễm vi khuẩn có mặt khắp nơi, và thực phẩm không được sử dụng quá lâu thường sẽ bị ô nhiễm bởi một lượng lớn khuẩn lạc vi khuẩn và trở nên nguy hiểm khi ăn, dẫn đến ngộ độc thực phẩm. Tuy nhiên, chỉ riêng thời hạn sử dụng không phải là một chỉ số chính xác về thời gian thực phẩm có thể được lưu trữ an toàn. Ví dụ, sữa tiệt trùng có thể vẫn còn tươi trong năm ngày sau ngày bán nếu được làm lạnh đúng cách. Tuy nhiên, việc lưu trữ sữa không đúng cách có thể dẫn đến ô nhiễm hoặc hư hỏng vi khuẩn trước ngày hết hạn.
Ngày hết hạn của dược phẩm chỉ định ngày nhà sản xuất đảm bảo đầy đủ hiệu lực và độ an toàn của thuốc. Hầu hết các loại thuốc tiếp tục có hiệu quả và an toàn trong một thời gian sau ngày hết hạn. Một trường hợp ngoại lệ hiếm gặp là một trường hợp nhiễm toan ở ống thận do tetracycline hết hạn gây ra. Một nghiên cứu được thực hiện bởi Cục Quản lý Thực phẩm và Dược phẩm Hoa Kỳ bao gồm hơn 100 loại thuốc, thuốc kê đơn và không kê đơn. Nghiên cứu cho thấy khoảng 90% trong số đó là an toàn và hiệu quả miễn là 15 năm trước ngày hết hạn. Joel Davis, cựu giám đốc tuân thủ ngày hết hạn của FDA, nói rằng với một số ngoại lệ - đáng chú ý là nitroglycerin, insulin và một số loại kháng sinh lỏng - hầu hết các loại thuốc hết hạn đều có hiệu quả.
Thời hạn sử dụng không được nghiên cứu đáng kể trong quá trình phát triển thuốc, và các nhà sản xuất thuốc có các ưu đãi về kinh tế và trách nhiệm để chỉ định thời hạn sử dụng ngắn hơn để người tiêu dùng được khuyến khích loại bỏ và mua lại các sản phẩm. Một ngoại lệ chính là Chương trình Gia hạn Thời hạn (SLEP) của Bộ Quốc phòng Hoa Kỳ (DoD), đã thực hiện một nghiên cứu lớn về hiệu quả của thuốc từ FDA bắt đầu từ giữa những năm 1980. Một chỉ trích là Cơ quan Quản lý Thực phẩm và Dược phẩm Hoa Kỳ (FDA) đã từ chối ban hành các hướng dẫn dựa trên nghiên cứu SLEP để tiếp thị dược phẩm thông thường mặc dù FDA đã thực hiện nghiên cứu. SLEP và FDA đã ký một bản ghi nhớ rằng dữ liệu khoa học không thể chia sẻ với công chúng, các sở y tế công cộng, các cơ quan chính phủ khác và các nhà sản xuất thuốc. Các chương trình của tiểu bang và địa phương không được phép tham gia. Việc không chia sẻ dữ liệu đã khiến các chính phủ nước ngoài từ chối quyên góp thuốc hết hạn. Một trường hợp ngoại lệ đã xảy ra trong Đại dịch cúm lợn năm 2010 khi FDA ủy quyền hết hạn Tamiflu dựa trên Dữ liệu SLEP. SLEP phát hiện ra rằng các loại thuốc như Cipro vẫn có hiệu lực sau 9 năm kể từ khi hết hạn sử dụng và như một biện pháp tiết kiệm chi phí, quân đội Mỹ thường xuyên sử dụng một loạt các sản phẩm được thử nghiệm SLEP trong thời hạn sử dụng chính thức nếu thuốc được bảo quản đúng cách.

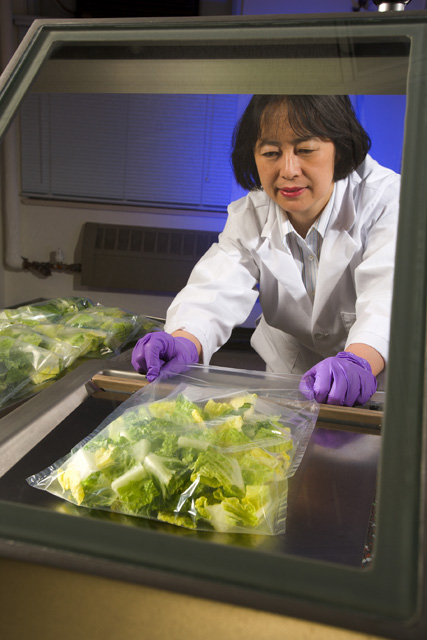
Kiểm tra gói: màng niêm phong nhiệt để đánh giá thời hạn sử dụng của rau diếp

Chất bảo quản và chất chống oxy hóa có thể được kết hợp vào một số sản phẩm thực phẩm và thuốc để kéo dài thời hạn sử dụng của chúng. Một số công ty sử dụng túi niêm phong cảm ứng và túi chân không / oxy để hỗ trợ kéo dài thời hạn sử dụng của sản phẩm nơi oxy gây ra tổn thất.

Chương trình Thời hạn sử dụng DoD định nghĩa thời hạn sử dụng là 
 Tổng thời gian bắt đầu từ ngày sản xuất, ngày xử lý (chỉ đối với các sản phẩm cao su và cao su), ngày lắp ráp hoặc ngày đóng gói (chỉ tồn tại) và chấm dứt theo ngày phải sử dụng vật phẩm (ngày hết hạn) hoặc bị kiểm tra, thử nghiệm, phục hồi hoặc xử lý; hoặc sau khi kiểm tra / thử nghiệm trong phòng thí nghiệm / hành động phục hồi rằng một mặt hàng có thể vẫn còn trong hệ thống lưu trữ bán buôn kết hợp (bao gồm cả sản xuất) và vẫn phù hợp để phát hành hoặc sử dụng bởi người dùng cuối. Thời hạn sử dụng không được nhầm lẫn với tuổi thọ của dịch vụ (được định nghĩa là, Thuật ngữ chung được sử dụng để định lượng tuổi thọ trung bình hoặc tiêu chuẩn của một vật phẩm hoặc thiết bị trong khi sử dụng. Khi một vật phẩm có thời hạn sử dụng được giải nén và đưa vào các yêu cầu nhiệm vụ, được cài đặt vào ứng dụng dự định hoặc chỉ để trong kho, đặt trong các thùng được sử dụng trước, hoặc được giữ làm kho dự trữ, việc dừng quản lý thời hạn sử dụng và bắt đầu tuổi thọ.) 
 Thời hạn sử dụng thường được chỉ định cùng với một sản phẩm, gói và hệ thống phân phối cụ thể. Ví dụ, lương khô MRE được thiết kế để có thời hạn sử dụng ba năm ở mức 80 °F (27 °C) và sáu tháng ở 100 °F (38 °C).

## Kiểm soát nhiệt độ
Gần như tất cả các phản ứng hóa học có thể xảy ra ở nhiệt độ bình thường (mặc dù các phản ứng khác nhau diễn ra ở các tốc độ khác nhau). Tuy nhiên, hầu hết các phản ứng đều được tăng tốc bởi nhiệt độ cao, và sự xuống cấp của thực phẩm và dược phẩm cũng không ngoại lệ. Điều tương tự cũng áp dụng cho việc phân hủy nhiều chất nổ hóa học thành các hợp chất không ổn định hơn. Nitroglycerine khét tiếng. Do đó, chất nổ cũ nguy hiểm hơn (nghĩa là có khả năng được kích hoạt để phát nổ bởi những xáo trộn rất nhỏ, thậm chí là cười đùa tầm thường) so với chất nổ được sản xuất gần đây. Các sản phẩm cao su cũng bị suy giảm khi các liên kết lưu huỳnh gây ra trong quá trình hoàn nguyên lưu hóa; đây là lý do tại sao dây cao su cũ và các sản phẩm cao su khác làm mềm và giòn, và mất tính đàn hồi khi có tuổi.
Nguyên tắc thường được trích dẫn là các phản ứng hóa học tăng gấp đôi tốc độ của chúng cho mỗi lần tăng nhiệt độ là 10 °C (18 °F) vì các rào cản năng lượng hoạt hóa dễ dàng bị vượt qua ở nhiệt độ cao hơn. Tuy nhiên, như với nhiều quy tắc của ngón tay cái, có nhiều cảnh báo và ngoại lệ. Quy tắc hoạt động tốt nhất cho các phản ứng có giá trị năng lượng kích hoạt khoảng 50   kJ / mol; nhiều trong số này rất quan trọng ở nhiệt độ thông thường mà chúng ta gặp phải. Nó thường được áp dụng trong ước tính thời hạn sử dụng, đôi khi sai. Ví dụ, có một ấn tượng rộng rãi trong công nghiệp, rằng "ba lần" có thể được mô phỏng trong thực tế bằng cách tăng nhiệt độ lên 15 °C (27 °F), ví dụ: lưu trữ sản phẩm trong một tháng ở 35 °C (95 °F) mô phỏng ba tháng ở 20 °C (68 °F). Điều này là không chính xác về mặt toán học (nếu quy tắc chính xác chính xác thì mức tăng nhiệt độ yêu cầu sẽ vào khoảng 15,8 °C (28,4 °F)) và trong mọi trường hợp quy tắc chỉ là xấp xỉ thô và không thể luôn luôn dựa vào.
Điều tương tự cũng đúng, đến một điểm, về các phản ứng hóa học của các sinh vật sống. Chúng thường được xúc tác bởi các enzyme làm thay đổi tốc độ phản ứng, nhưng không có sự thay đổi trong hoạt động xúc tác, quy tắc ngón tay cái vẫn chủ yếu được áp dụng. Trong trường hợp vi khuẩn và nấm, các phản ứng cần thiết để nuôi và sinh sản tăng tốc ở nhiệt độ cao hơn, đến mức các protein và các hợp chất khác trong tế bào của chúng bắt đầu bị phá vỡ hoặc biến tính, nhanh đến mức chúng không thể được thay thế. Đây là lý do tại sao nhiệt độ cao tiêu diệt vi khuẩn và các vi sinh vật khác: các phản ứng phân hủy 'mô' đạt đến mức mà chúng không thể được bù đắp và tế bào chết. Mặt khác, nhiệt độ 'tăng' thiếu các kết quả này làm tăng trưởng và sinh sản; nếu sinh vật có hại, có thể đến mức nguy hiểm.
Giống như nhiệt độ làm tăng tốc độ phản ứng, nhiệt độ giảm làm giảm chúng. Do đó, để làm cho chất nổ ổn định trong thời gian dài hơn, hoặc để giữ cho dây cao su bị lò xo, hoặc buộc vi khuẩn làm chậm sự phát triển của chúng, chúng có thể được làm mát. Đó là lý do tại sao thời hạn sử dụng thường được kéo dài bằng cách kiểm soát nhiệt độ: (làm lạnh, container vận chuyển cách nhiệt, chuỗi lạnh được kiểm soát, v.v.) và tại sao một số loại thuốc và thực phẩm phải được làm lạnh. Do việc lưu trữ hàng hóa như vậy là tạm thời và thời hạn sử dụng phụ thuộc vào môi trường được kiểm soát nhiệt độ, nên chúng còn được gọi là hàng hóa ngay cả khi trong kho đặc biệt để nhấn mạnh ma trận độ nhạy nhiệt độ thời gian vốn có.
Bộ ghi dữ liệu nhiệt độ và chỉ báo nhiệt độ thời gian có thể ghi lại lịch sử nhiệt độ của một lô hàng để giúp ước tính thời hạn sử dụng còn lại của chúng.
Theo USDA, "thực phẩm được giữ đông lạnh liên tục là an toàn vô thời hạn".

## Bao bì
Bao bì hàng rào thụ động thường có thể giúp kiểm soát hoặc kéo dài thời hạn sử dụng bằng cách ngăn chặn sự truyền các chất gây hại, như độ ẩm hoặc oxy, qua hàng rào. Mặt khác, bao bì hoạt động sử dụng các chất làm sạch, bắt giữ hoặc nói cách khác là tạo ra các chất gây hại vô hại. Khi độ ẩm là một cơ chế cho sự xuống cấp của sản phẩm, bao bì có tốc độ truyền hơi ẩm thấp và sử dụng chất hút ẩm giúp giữ độ ẩm trong bao bì trong giới hạn cho phép. Khi quá trình oxy hóa là mối quan tâm chính, bao bì có tốc độ truyền oxy thấp và sử dụng chất hấp thụ oxy có thể giúp kéo dài thời hạn sử dụng. Sản xuất và các sản phẩm khác có hô hấp thường yêu cầu đóng gói với các đặc tính rào cản được kiểm soát. Việc sử dụng một bầu không khí sửa đổi trong gói có thể kéo dài thời hạn sử dụng cho một số sản phẩm.

## Các vấn đề liên quan đến bán bởi / sử dụng theo ngày
Theo Chương trình Hành động về Chất thải &amp; Tài nguyên của Vương quốc Anh (WRAP), 33% phần trăm tất cả thực phẩm được sản xuất bị lãng phí dọc theo chuỗi lạnh hoặc bởi người tiêu dùng. Đồng thời, một số lượng lớn người bị bệnh hàng năm do thực phẩm hư hỏng. Theo WHO và CDC, mỗi năm ở Mỹ có 76 triệu bệnh qua đường thực phẩm, dẫn đến 325.000 ca nhập viện và 5.000 ca tử vong.
Theo cựu Bộ trưởng Anh Hilary Benn, việc sử dụng theo ngày và bán trước ngày là những công nghệ cũ đã lỗi thời và cần được thay thế bằng các giải pháp khác hoặc xử lý triệt để. Bộ Môi trường, Thực phẩm và Nông thôn của chính phủ Anh đã sửa đổi hướng dẫn vào năm 2011 để loại trừ việc sử dụng bán theo ngày. Hướng dẫn đã được chuẩn bị với sự tư vấn của ngành công nghiệp thực phẩm, các nhóm người tiêu dùng, cơ quan quản lý và Chương trình hành động về chất thải và tài nguyên (WRAP). Nó nhằm mục đích giảm 12 tỷ bảng hàng năm của thực phẩm siêu thị lãng phí.

## Thực thi

### Quy định tại Canada

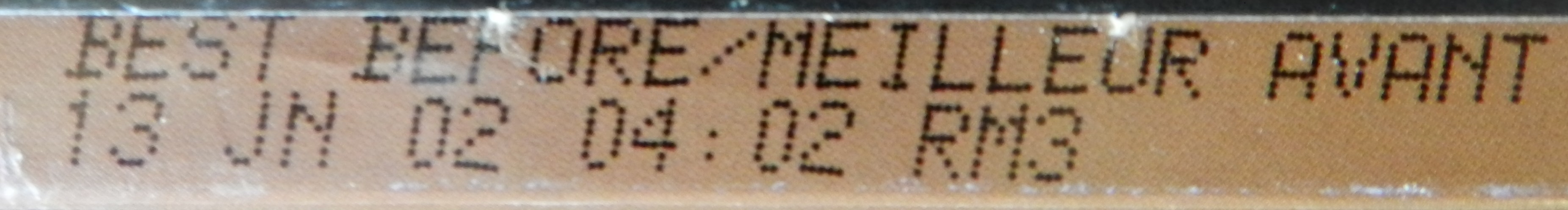
Thời hạn bảo quản lâu nhất được sử dụng ở dưới cùng của một hộp ở Canada

Cơ quan Thanh tra Thực phẩm Canada đưa ra Hướng dẫn về Ghi nhãn và Quảng cáo Thực phẩm, đưa ra "Thời gian sống lâu dài". Thẩm quyền sản xuất hướng dẫn đến từ Đạo luật Thực phẩm và Thuốc. Hướng dẫn đặt ra những mặt hàng phải được dán nhãn và định dạng của ngày. Tháng và ngày phải được bao gồm và năm nếu cảm thấy cần thiết và phải ở định dạng năm / tháng / ngày. Tuy nhiên, không có yêu cầu rằng năm phải có bốn chữ số.

### Quy định tại Hồng Kông
Ở Hồng Kông, thực phẩm đóng gói sẵn theo quan điểm vi sinh rất dễ hỏng và do đó sau một thời gian ngắn sẽ gây nguy hiểm ngay lập tức cho sức khỏe con người, được yêu cầu sử dụng nhãn 'Sử dụng trước' thay vì 'Tốt nhất trước' nhãn. Ví dụ như sữa tươi tiệt trùng, bánh mì kẹp trứng và giăm bông, v.v. Ngày thường được trình bày theo định dạng DD MM YY (hoặc YYYY).

### Quy định trong Liên minh châu Âu
Tại EU, ngày chất lượng thực phẩm được điều chỉnh bởi Quy định (EU) 1169/2011, "Về việc cung cấp thông tin thực phẩm cho người tiêu dùng".

#### Quy định tại Vương quốc Anh
Theo Bộ Môi trường, thực phẩm và nông thôn ngày phải ở dạng ngày / tháng hoặc ngày / tháng / năm.

### Quy định tại Mỹ
Bán các sản phẩm thực phẩm đã hết hạn, mỗi se, được quy định nhẹ ở Mỹ. Một số tiểu bang hạn chế hoặc cấm bán sản phẩm hết hạn, yêu cầu ngày hết hạn trên tất cả các sản phẩm dễ hỏng hoặc cả hai, trong khi các tiểu bang khác thì không. Tuy nhiên, việc bán thực phẩm bị ô nhiễm nói chung là bất hợp pháp và có thể dẫn đến kiện tụng trách nhiệm sản phẩm nếu tiêu thụ thực phẩm gây thương tích.
Sau khi mất một vụ kiện đắt tiền, một chuỗi nhà thuốc - CVS - đã thực hiện một hệ thống khiến các cơ quan đăng ký nhận ra các sản phẩm đã hết hạn và ngăn chặn việc bán hàng của họ.
Hướng dẫn ngành tự nguyện được công bố năm 2017 từ Hiệp hội các nhà sản xuất tạp hóa và Viện tiếp thị thực phẩm khuyên bạn chỉ nên sử dụng "tốt nhất nếu được sử dụng trước" hoặc "sử dụng trước", để tránh nhầm lẫn.

#### Hướng dẫn của chính phủ liên bang Hoa Kỳ
Cục Quản lý Thực phẩm và Dược phẩm, quy định về thực phẩm và thuốc đóng gói, chỉ yêu cầu sử dụng, hoặc hết hạn, ngày trên sữa bột trẻ em và một số thực phẩm trẻ em, vì công thức phải chứa một lượng nhất định của mỗi chất dinh dưỡng như được mô tả trên nhãn. Nếu công thức được lưu trữ quá lâu, nó có thể mất giá trị dinh dưỡng.
Bộ Nông nghiệp Hoa Kỳ (USDA), quy định về thịt gia cầm và thịt tươi, chỉ yêu cầu ghi nhãn ngày khi gia cầm được đóng gói. Tuy nhiên, nhiều nhà sản xuất cũng tự nguyện thêm ngày bán theo ngày sử dụng.

Chương trình Thời hạn sử dụng DoD hoạt động theo Quy định quản lý vật liệu DoD 4140.1-R, Quy tắc quản lý vật liệu DoD, () 
 A. Có các mục trong Bộ Quốc phòng (DoD) và Hệ thống Cung cấp Liên bang yêu cầu xử lý đặc biệt do một số đặc điểm xấu đi. Những mặt hàng này phải được bảo trì đúng cách để đảm bảo rằng khách hàng được cung cấp nguyên liệu tươi, có thể sử dụng được. Mục đích của Hướng dẫn này là để thiết lập một chương trình và quy trình thời hạn sử dụng, đặc biệt chú trọng đến các mặt hàng có các đặc điểm suy giảm đã biết này, để giảm thiểu rủi ro hết hạn sử dụng và mất hiệu lực của các vật phẩm / thời hạn sử dụng vượt quá sự kiểm tra của chúng / ngày thi. </br> B. Cung cấp chính sách và các thủ tục cơ bản để quản lý cả các mặt hàng không thể tiêu thụ và tiêu thụ consum các mặt hàng có thể là vật liệu nguy hiểm (HAZMAT) hoặc vật liệu không nguy hiểm, trải rộng tất cả các loại cung cấp và được lưu trữ ở tất cả các cấp của Hệ thống cung cấp liên bang. Quản lý thời hạn sử dụng đối với vật liệu nguy hiểm tuân theo các quy trình tương tự như đối với bất kỳ mặt hàng có hạn sử dụng nào, ngoại trừ vật liệu nguy hiểm đó sẽ được xử lý ưu tiên đối với vật liệu không nguy hiểm. Các vấn đề và hướng dẫn liên quan đến việc mua lại, lưu trữ, xử lý, vận chuyển và xử lý vật liệu nguy hiểm được đề cập trong Chương 3 và 5 của Hướng dẫn này. Sinh hoạt dễ hỏng loại I, xăng dầu số lượng lớn loại III, đạn loại V và máu loại VIII-B, được loại trừ khỏi Hướng dẫn này và sẽ tiếp tục được quản lý theo các quy định hiện hành. Các hàng hóa được loại trừ trong Hướng dẫn này có thể được đại diện bởi Thành phần DoD tương ứng của chúng cho Hội đồng Hạn sử dụng DoD. Các định nghĩa cho các lớp cung cấp của Wap có thể được tìm thấy trong Phụ lục 16 của DoD 4140.1-R. </br> C. Hướng dẫn này tán thành các biện pháp phòng ngừa ô nhiễm trong Hướng dẫn DoD 4715.4 đối với việc giảm thiểu vật liệu nguy hiểm (HAZMAT) (HAZMIN), cũng như việc thiết lập các triết lý quản lý và kiểm soát vật liệu nguy hiểm (HMC & M) bao gồm các hoạt động hợp nhất và tái sử dụng Loại bỏ HAZMAT để giảm dòng chất thải nguy hại (CTNH). </br> D. Các Phụ lục A đến K bổ sung Hướng dẫn này và cung cấp thông tin bổ sung cho Chương trình Quản lý Thời hạn sử dụng của DoD. Phụ lục L đóng vai trò là một chỉ số tham khảo nhanh cho Hướng dẫn này.

## Bia

### Ngày tươi
Ngày tươi là ngày được sử dụng trong ngành sản xuất bia của Mỹ để chỉ ra ngày bia được đóng chai hoặc ngày trước đó bia nên được tiêu thụ.
Bia dễ hỏng. Nó có thể bị ảnh hưởng bởi ánh sáng, không khí hoặc tác động của vi khuẩn. Mặc dù bia không được ủy quyền hợp pháp tại Hoa Kỳ để có thời hạn sử dụng, ngày tươi mới phục vụ nhiều mục đích tương tự và được sử dụng như một công cụ tiếp thị.

### Bắt đầu với ngày tươi mới
Công ty sản xuất bia tổng hợp của San Francisco đã bán ra thị trường Bia Lucky Lager của họ là "Ngày tuổi" vào cuối năm 1935. Họ đóng dấu một ngày trên mỗi nắp có thể cho biết rằng bia đã được ủ trước ngày đó. Điều này không phải để đảm bảo rằng bia "tươi" mà là để đảm bảo rằng nó đã được ủ đúng cách. Vì vậy, nhiều nhà máy bia đã vội vã bán bia ra thị trường trước khi nó sẵn sàng khi Cấm kết thúc, khách hàng cảnh giác khi nhận được bia "xanh". Công ty bia Boston, nhà sản xuất Samuel Adams, là một trong những nhà sản xuất bia đương đại đầu tiên bắt đầu thêm ngày tươi vào dòng sản phẩm của họ vào năm 1985. Trong mười năm, đã có một sự tăng trưởng chậm trong các nhà sản xuất bia thêm ngày tươi vào bia của họ. Việc thực hành nhanh chóng trở nên phổ biến sau khi công ty Anheuser-Busch tiếp thị mạnh mẽ "Ngày sinh ra" bắt đầu từ năm 1996. Nhiều nhà sản xuất bia khác đã bắt đầu thêm ngày tươi vào sản phẩm của họ, nhưng không có tiêu chuẩn cho ngày đó có nghĩa là gì. Đối với một số công ty, ngày trên chai hoặc có thể sẽ là ngày mà bia được đóng chai; những người khác có ngày mà bia nên được tiêu thụ.

## Các khái niệm liên quan
Khái niệm về thời hạn sử dụng áp dụng cho các sản phẩm khác ngoài thực phẩm và thuốc. Xăng có thời hạn sử dụng, mặc dù thông thường không cần thiết để hiển thị ngày bán. Vượt quá khung thời gian này sẽ giới thiệu vecni có hại, v.v. vào thiết bị được thiết kế để hoạt động với các sản phẩm này, tức là máy cắt cỏ chạy xăng chưa được đông đúng cách   có thể phải chịu thiệt hại sẽ ngăn chặn việc sử dụng vào mùa xuân và đòi hỏi phải bảo dưỡng đắt tiền cho bộ chế hòa khí.
Một số keo và chất kết dính cũng có tuổi thọ lưu trữ hạn chế và sẽ ngừng hoạt động một cách đáng tin cậy và có thể sử dụng được nếu vượt quá thời hạn sử dụng an toàn của chúng.
Thay vào đó, việc sử dụng giới hạn thời gian cho việc sử dụng các mặt hàng như chứng từ, phiếu quà tặng và thẻ điện thoại trả trước, để sau ngày hiển thị, chứng từ, vv sẽ không còn hiệu lực. Bell Mobility và công ty mẹ của nó, BCE Inc. đã được gửi thông báo về một vụ kiện tập thể trị giá 100 triệu đô la với cáo buộc rằng ngày hết hạn trên các dịch vụ không dây trả trước là bất hợp pháp.